# Энтеропептидаза
Энтеропептидаза (от др.-греч. ἔντερον — кишка и πεπτός — сваренный, переваренный; синоним энтерокиназа) — протеолитический фермент из группы эндопептидаз. Пептид — гидролаза.

## Структура
Энтеропептидаза представляет собой гликопротеин с молекулярной массой около 150 000. Молекула энтеропептидазы состоит не менее чем на 35 % из углеводов и построена из двух полипептидных цепей — тяжёлой, с молекулярной массой 115 000, и лёгкой, с молекулярной массой 35 000.

## Секреция энтеропептидазы
Продуцируется клетками слизистой оболочки кишечника, в основном, в двенадцатиперстной кишке, в незначительном объёме в тощей кишке и других отделах. Секреторные гранулы энтеропептидазы располагаются в апикальной части высокопризматических мукоцитов бруннеровых желёз. Синтез энтеропептидазы осуществляется энтероцитами. Молекула энтеропептидазы состоит из гетеромеров, связанных бисульфидными связями. Её тяжёлая часть прикреплена к мембране энтероцита.
Ранее считалось, что секреция энтеропептидазы происходит в либеркюновых криптах, однако более поздние исследования показали, что энтеропептидаза, как и другие кишечные ферменты, располагается, в основном, в ворсинках кишечных желёз.

## Функции
Является кишечным пищеварительным ферментом. Основная функция — превращение фермента поджелудочной железы трипсиногена в трипсин за счёт расщепления связи между лизином и аргинином. В результате от молекулы трипсиногена удаляется гексапептид и формируется трёхмерная биологически активная структура трипсина. После активации трипсина энтеропептидазой начинается процесс автокатализа и уже трипсин выступает в качестве фермента, активирующего трипсиноген и другие проферменты поджелудочной железы. Энтеропептидаза функционирует как фермент в просвете тонкой кишки, в пристеночном слое слизи и на мембранах энтероцитов.
Ферментативные свойства энтеропептидазы проявляются только в щелочной среде. Кислая среда в двенадцатиперстной кишке создаёт предпосылки к нарушению пищеварения и возможна при несбалансированности процессов кислотопродукции и кислотнейтрализации и повышенной кислотности желудочного сока (что бывает при язвенной болезни).
Трипсиноген — единственный известный субстрат для энтеропептидазы.

В прошлом существовало мнение о незначительной роли энтеропептидазы в пищеварительном процессе, что аргументировалось её небольшим количеством в кишке и тем, что возможен автокатализ трипсиногена без участия энтеропептидазы, однако современные исследователи считают:
Физиологическое значение энтерокиназы для организма очень высоко.
При её недостаточности возникают диарея, стеаторея (повышенное содержание в кале нейтрального жира, жирных кислот или их солей), кахексия и анемия, нарушение белкового обмена, нарушение полостного пищеварения.

## Определение энтеропептидазы
В норме количество энтеропептидазы в соке двенадцатиперстной кишки составляет 45—337 ед./мл. Содержание энтеропептидазы в соке двенадцатиперстной кишки менее 45 ед./мл считается пониженным. Количество энтеропептидазы до 506 ед./мл считается слабым повышением, в пределах 507—1000 ед./мл — значительным повышением, выше 1000 ед./мл — резким повышением. Метод определения энтеропептидазы основан на том, что энтеропептидаза активирует трипсиноген, переводя его в трипсин. При малых количествах энтеропептидазы в активированном секрете поджелудочной железы, полученном при дуоденальном зондировании или при гастродуоденоскопии, образуются небольшое количество трипсина, которые протеолитически действуют пока слабо, но его оказывается достаточно для активирования химотрипсиногена, содержащегося в том же препарате. В связи с тем, что активность химотрипсина преобладает над активностью трипсина, то казеин в присутствии солей кальция и фосфора створаживается. При больших количествах энтеропептидазы в препарате превалирует активность трипсина и казеин переваривается без створаживания. Количество энтеропептидазы определяется путём разведения исследуемого образца и определения порций, в которых наступило полное переваривание казеина.